# Гъркомани
Гъркомани (ед. ч. гъркоманин, гъркоманка; на македонска литературна норма: гркомани; на румънски: grecomani; на албански: grekomani; на сръбски: гркомани) е термин, който се използва в България, Северна Македония, Румъния, Албания и други страни за хора с български, влашки или албански етнически произход, от областите Македония, Тракия и Епир, които се смятат за част от гръцката нация (синоним на гърчеещи се) или за хора с българско национално съзнание, които след появата на Българската екзархия и обявяването на българската църква за схизматична остават верни на Цариградската патриаршия. При първата употреба терминът е равнозначен на използваните в Гърция термини славяногласни гърци или гърци славофони (Σλαβόφωνοι Έλληνες), албаногласни гърци (арванитите) и влахогласни гърци (власите), по аналогия на туркогласните гърци – караманлиите. Термините възникват в Гърция в средата на XIX век.

## История на явлението

### Възникване
Процесът се заражда през време на османското владичество, но през втората половина на XVIII век придобива по-широки размери. Първата буржоазна класа, която се оформя на Балканите, е гръцката. Същевременно национализмът на гръцката църква става все по-силен и Цариградската патриаршия започва да упражнява един вид империализъм над останалите балкански народи. През 1767 г. тя закрива автономните архиепископии в Ипек и Охрид. Поради силната икономическа позиция на гърците XVIII век е векът на силно влияние на елинизма на Балканите. Въпреки това, както французите след Френската революция се опитвали да разпространят по цяла Европа култура, която те смятали за универсална, а не етнически френска, така гъркофонните ромеи разпространявали същата универсална (френска) култура по Балканите. Тази европейска култура била толкова чужда на гръцкия селянин, колкото и на българския и поради това рум милетът бил подложен на процеси на разпад. Въпреки това, поне до 40-те години на XIX век това, което в българската историография се нарича „погърчване“ до известна степен съвпадало с поевропейчването. Всъщност едва през трийсетте години гръцкото културно просветно влияние достига своя връх и започва да се превръща в осъзнавана опасност от погърчване. Като резултат по целия полуостров започнала трескава дейност на т.нар. „етнически активисти“, чиято цел била разрушаването на рум миллета и трансформирането на езиковите общности в нации. Гърците сменили споделената от останалите балканци източноправославна, патриаршистка идентичност с несподелимата елинска мегали идея, а българите поели към признаване на булгар миллета и изграждане на българската нация.

### Гърчеене сред интелигенцията
Гъркоманията е плод на високия статус, който гръцката култура има сред православното население на Балканите, на смесването на религиозната и националната идентичност, а към края на XIX и началото на XX век – и на целенасочената гръцка национална пропаганда в Македония и Тракия. През този период гъркоманията в Македония е свързана както с емоционална привързаност към гръцката култура, така и с прагматически съображения относно възможностите областта да бъде присъединена към Гърция.
Поради това, преди началото и разрастването на борбата за признаване на самостоятелна българска църква и за българска просвета някои получили гръцко образование българи, като Никола Пиколо, Васил Априлов, Братя Миладинови, Атанас Богориди, Григор Пърличев, Константин Фотинов и др., или в различна степен минават през период на гърчеене, или дълготрайно променят своята народностна самоличност. Част от българските историци наричат това явление „погърчване“. Според Раймонд Детрез то до голяма степен съвпада с приобщаването към модерната западна култура въобще. Не всички българи – гръцки възпитаници се елинизират. Много от гръцките възпитаници стават основни фигури в развитието на българската просвета и са ангажирани в борбата на самостоятелна българска църква, без това да ги откъсва от гръцката просвета и култура. Доказателство за това са елино – българските училища, които стоят в основата на новата българска просвета, а като пример може да се посочи Иван Селимински, който до края на живото си пише на гръцки език, но остава с българско самосъзнание.

### Гърчеене сред простолюдието
Населението на Македония се състои от българи, власи, гърци и албанци. Мнозинството или малцинството на някоя етническа група в даден район и в цяла Македония стават повод за раздори между Балканските страни и стават повод за националните борби в областта от началото на XX век. Основен проблем представлява фактът, че голяма част от българоезичното население (славянофони) не се самоопределя по национален принцип. Според традиционната гръцка и българска наука то е или гръцко или българско, без значение дали е предано на Цариградската патриаршия (българи патриаршисти или гъркомани) или Българската екзархия. Същността на борбите в Македония от началото на XX век е борба за спечелването на тази аморфна маса на гръцка, българска или сръбска страна. Въпреки гръцките претенции, културните и езиковите различия създават често проблеми за гръцките офицери в Македония. Самите те при наказателни акции не правят разлика дали убиват патриаршисти или екзархисти, тъй като в този период населението често сменя привързаността си към двете църкви под натиск или по своя преценка.
Михаил Думбалаков пише:
| „ | Говорещи на чист български език, без да знаят нито дума гръцки, тези погърчени българи, каквито бяха всъщност героичните андарти, бяха по-опасни от чистите гърци. Жертва на ловката и хитростна пропаганда на лукавите елини, тия родоотстъпници премного бяха проляли света българска кръв... | “ |

Според турското списание „Тюрк Хаяти“: 
| „ | ... болшинството от християнското население в Македония бе българско. Патриаршията наистина държеше под свое влияние много български села и почти цялото население смяташе за гърци, обаче то бе българско, говореше български и почти нищо не разбираше от гръцките молитви... | “ |

### Влияние в революционното движение
При борбите между Цариградската патриаршия и Българската екзархия, и между четите на Вътрешната македоно-одринска революционна организация и Гръцката въоръжена пропаганда в Македония, много села неколкократно преминават от екзархията към патриаршията и обратно, което допълнително усложнява казуса. Артър Евънс пише: 
| „ | Един от най-комичните резултати от тази конкурентна етнография е картата, публикувана преди няколко години под егидата на Атина и разпространявана в тази страна. Според нея, Македония за практически цели е разделена на две части – на гръцка и „българогласна гръцка“ – като че ли някои келт ентусиаст трябва да раздели Британия на уелска и „англоезично уелска“! Македония наистина е пълна с изкуствени разграничения, истинските линии на етническите граници непрекъснато се пресичат от класификации, основани на религиозната принадлежност (за момента) към гръцкия патриарх или към българския екзарх. Българско село може за политически цели да бъде подкупено или принудено да приеме върховенството на Православната гръцка църква. Жителите на селото след това са самодоволно описани от тези, които извършват тяхното духовна прехвърляне (като „духовно“ не означава нищо), като надеждата на Гърция. Но тези изкуствени придобивки не стигат твърде далеч. Езикът на селяните остава български, както и дълбоките и подсъзнателни инстинкти на расата се държат само на временно напрежение. | “ |

Гръцкият учен Васил Гунарис признава, че методите на гръцкия комитет и ВМОРО са сходни: елиминиране на противниковите шпиони, организиране на цивилни за защита на селата, репресалии над инакомислещите, индивидуален тероризъм над местни първенци, учители и свещеници, предателства на противниковите чети на турските власти. Въпреки това, гръцките чети постоянно нападат екзархийските села и често прибягват до масови кланета, в които избиват много на брой екзархисти на случаен принцип, без да е доказана вина за участие в антигръцка дейност. Това се потвърждава от много международни наблюдатели, включително от представителите на Великите сили в Османската империя, които оказват много сериозен международен натиск над Гърция, която в крайна сметка от 1907 година постепенно оттегля своите чети от Македония.

### Съвременна ситуация
Днес почти всички албано- и влахоговорещи в Гърция имат гръцко национално съзнание. Значителна част от българоговорещото християнско малцинство в Северна Гърция също има гръцко национално съзнание, тоест може да определи като гъркоманско. Терминът гъркоманин в Гърция няма негативното значение на национален предател, с което е натоварен в България и Северна Македония и е тълкуван като маниакален грък, тоест като беззаветно предан на елинизма човек.

### Употреба на термина
Първоначално терминът за „славяногласните гърци“ е българогласни гърци (βουλγαρόφωνοι Έλληνες), но към края на века се променя на славяногласни, за да се прекъсне връзката с появилата се в 1878 година българска национална държава. В някои британски източници при аналогична употреба се използва Hellenized Bulgars (погърчени или елинизирани българи), в отличие от гърци и българи, а българското гъркомани (Grecomanes) се предава като местен термин.
В България и Северна Македония, когато терминът гъркомани се използва самостоятелно, почти винаги става въпрос за българоговорещи (съответно „македоноговорещи“) гъркомани, а в останалите случаи се пояснява – власи гъркомани или албанци гъркомани. В Румъния и Албания е обратно – самостоятелната употреба означава власи гъркомани или албанци гъркомани. Второто значение на термина гъркоман – човек предан на Цариградската патриаршия, е равнозначно на патриаршист. Двете употреби често се сливат и в България, и в Гърция. Но трябва да се има предвид, че макар всички гъркомани да са патриаршисти, не всички партиаршисти са имали гръцко национално чувство. Гръцката наука в повечето случаи слага знак за равенство между патриаршист и грък.